# Casa de Cultura Fazenda Roseira

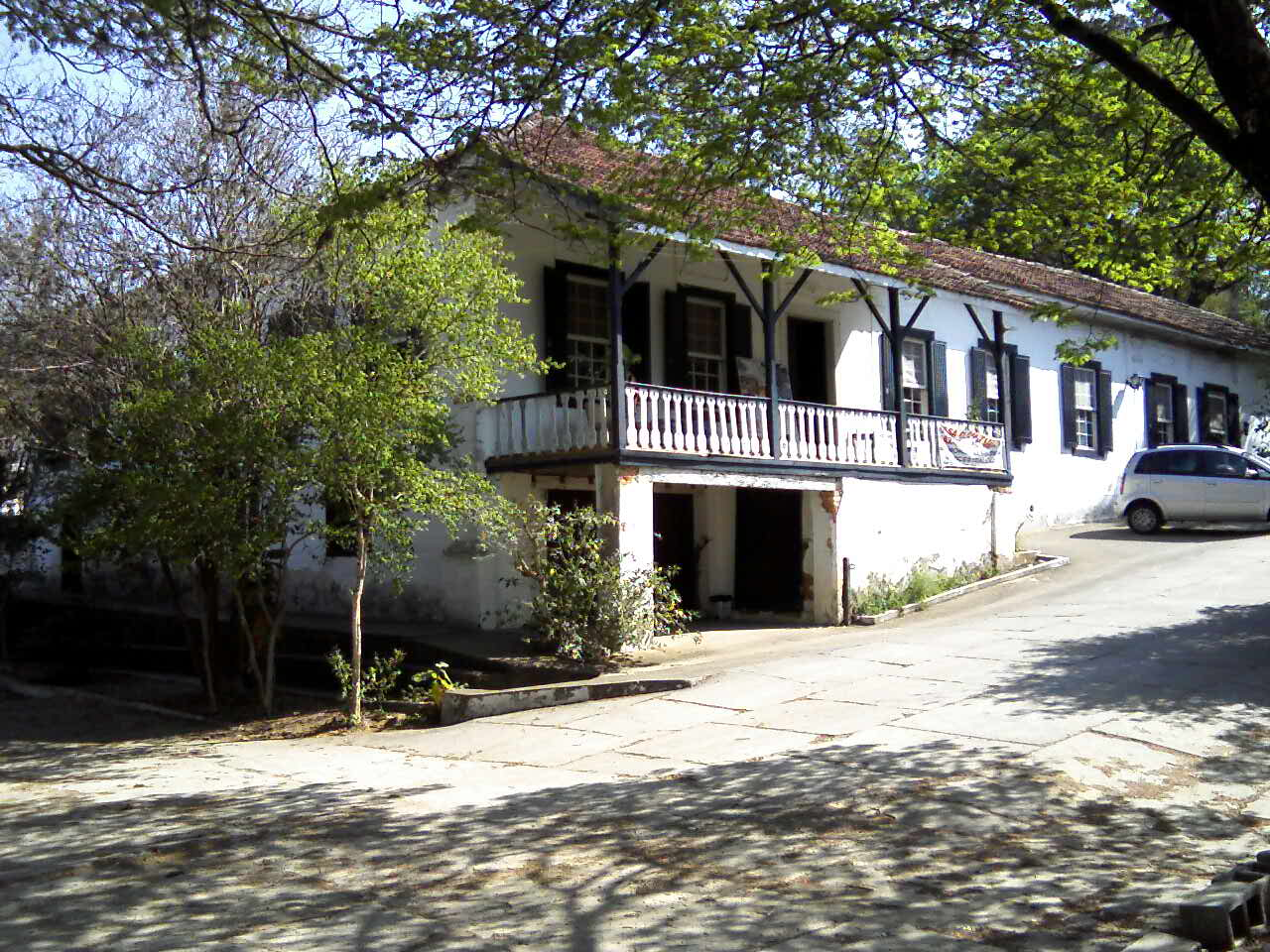
Casa Sede da Fazenda Roseira, vista em ângulo

A Casa de Cultura Fazenda Roseira é um centro cultural referência de Patrimônio Material e Imaterial da cultura negra da cidade de Campinas, que é hoje cuidada pela Comunidade Jongo Dito Ribeiro.
Desde 2008 a Casa de Cultura Fazenda Roseira desenvolve atividades que difundem a cultura de Matriz Africana como o jongo, a capoeira, os toques de tambores, as oficinas de dança afro, o Arraial Afro Julino, a Feijoada das Marias do Jongo e o Festival Sou Africa em Todos os Sentidos,
A Fazenda é reconhecida da cidade como Casa de Cultura, como ponto de cultura pelo Estado de São Paulo e como centro de referência dos  jongueiros e jongueiras do Sudeste pelo IPHAN.
Localizada às margens da Avenida John Boyd Dunlop, próximo ao Hospital e Maternidade Celso Pierro e à Pontifícia Universidade Católica de Campinas, a Casa Sede da antiga Fazenda Roseira foi construida no século XIX com a técnica pau a pique.